# Olonia marginata
Olonia marginata är en insektsart som beskrevs av William Lucas Distant 1906. Olonia marginata ingår i släktet Olonia och familjen Eurybrachidae. Inga underarter finns listade i Catalogue of Life.